# استان رام‌الله و البیره
استان رام‌الله و البیره (به عربی: محافظة رام الله والبيرة) یکی از استان‌های فلسطین است که در کرانه باختری قرار دارد و توسط تشکیلات خودگردان فلسطین اداره می‌شود. جمعیت آن در سال ۲۰۱۷ میلادی حدود ۳۲۸٬۸۶۱ نفر بوده‌است. مرکز این استان، شهر البیره است.

## شهرها
- البیره: ۴۵٬۹۷۵ نفر
- رام‌الله: ۳۸٬۹۹۸ نفر
- بیتونیا: ۲۶٬۶۰۴ نفر
- روابی (در حال ساخت)

## شهرداری‌ها
- Bani Zeid
- Bani Zeid al-Sharqiya
- Beit Liqya
- Bir Zeit
- Deir Ammar
- Deir Dibwan
- Deir Jarir
- al-Ittihad
- Kharbatha al-Misbah
- al-Mazra'a ash-Sharqiya
- Ni'lin
- Silwad
- Sinjil
- تورموس آیا
- al-Zaitounah